# 1777 na ciência

## Nascimentos
| Data           | Nome                               | Profissão                           | Nacionalidade                | Observações                                     | Ref   |
| -------------- | ---------------------------------- | ----------------------------------- | ---------------------------- | ----------------------------------------------- | ----- |
| 3 de janeiro   | Louis Poinsot                      | matemático                          | França                       | m. 1859                                         |       |
| 8 de fevereiro | Bernard Courtois                   | químico                             | França                       | m. 1838                                         |       |
| 30 de abril    | Carl Friedrich Gauss               | matemático, astrónomo e físico      | Alemanha                     | m. 1855 Prémio Lalande 1810 Medalha Copley 1838 | [ 1 ] |
| 4 de maio      | Louis Jacques Thénard              | químico                             | França                       | m. 1857                                         |       |
| 14 de agosto   | Hans Christian Ørsted              | físico e químico                    | Reino da Dinamarca e Noruega | m. 1851 Medalha Copley 1820                     | [ 1 ] |
| 12 de setembro | Henri Marie Ducrotay de Blainville | zoólogo e anatomista                | França                       | m. 1850                                         |       |
| 10 de novembro | Wilhelm Ludwig von Eschwege        | geólogo, geógrafo e arquiteto       | Alemanha                     | m. 1855                                         |       |
| 22 de novembro | Edme François Jomard               | cartógrafo, engenheiro e arqueólogo | França                       | m. 1862                                         |       |

## Mortes
| Data           | Nome                      | Profissão                                  | Nacionalidade  | Observações | Ref |
| -------------- | ------------------------- | ------------------------------------------ | -------------- | ----------- | --- |
| 19 de agosto   | Johann Christian Erxleben | naturalista                                | Alemanha       | n. 1744     |     |
| 22 de setembro | John Bartram              | botânico                                   | Estados Unidos | n. 1699     |     |
| 25 de setembro | Johann Heinrich Lambert   | matemático                                 | Suíça          | n. 1728     |     |
| 5 de outubro   | Johann Andreas von Segner | matemático, físico e médico                | Alemanha       | n. 1704     |     |
| 6 de novembro  | Bernard de Jussieu        | médico e botânico                          | França         | n. 1699     |     |
| 12 de dezembro | Albrecht von Haller       | médico, poeta , fisiologista e naturalista | Suíça          | n. 1708     |     |

## Prémios
Medalha Copley
- John Mudge[1]